# Norman Selfe
Norman Selfe, né le 9 décembre 1839 à Teddington et mort le 15 octobre 1911 à Sydney, est un ingénieur civil, architecte naval et inventeur australien.
Après avoir immigré avec sa famille d'Angleterre lorsqu'il est jeune, il est devenu un apprenti mécanicien, le métier de son père. Selfe a commencé à concevoir de nombreux ponts, quais, bateaux et machines de précision, et à travailler pour développer les transports en commun à Sydney. Ces dernières réalisations lui offrirent une reconnaissance internationale. Des décennies avant que le Harbour Bridge de Sydney fut construit, la ville s'est rapprochée de lui pour la construction d'un pont à poutres en porte-à-faux qui ne verra cependant pas le jour.
Selfe a reçu l'honneur de voir le nom de la banlieue de Sydney baptisé Normanhurst ; quartier où sa grande maison « Gilligaloola » est un point d'intérêt local. Il a été impliqué dans des organisations telles que la Sydney Mechanics' School of Arts et la Royal Australian Historical Society.